# Ефимова, Нина Яковлевна
Ни́на Я́ковлевна Ефи́мова (урождённая Симоно́вич, 1877—1948) — русская и советская художница, работала в жанре офорта, силуэта и автолитографии. В её честь назван кратер Ефимова на Венере.

## Биография
Родилась 21 января 1877 года в Санкт-Петербурге в семье педагогов — Якова Мироновича Симоновича и Аделаиды Семёновны Симонович.

### Образование
В 1880—1890 годах брала уроки у двоюродного брата Валентина Серова в Домотканове. В 1897—1899 годах занималась рисованием в частной школе О. М. Шмерлинга в Тифлисе. В 1900 году окончила Строгановское училище, в 1911 году — МУЖВЗ. В 1909—1911 годах посещала студии живописи Делеклюза, Каларосси и Анри Матисса в Париже.

### Деятельность
В 1917 году на вечерах Московского товарищества художников вместе с мужем художником Иваном Семёновичем Ефимовым выступала с куклами-«петрушками», применяя «тростевой» принцип управления куклами. В 1918 году вместе с мужем создала в Москве Театр Петрушки и теней в Театре Детской комиссии театрально-музыкальной секции Моссовета, который действовал до 1940 года.
В 1928—1942 годах Н. Я. Ефимова преподавала методику театра теней на курсах Дома художественного воспитания им. Н. К. Крупской, а также в Музее материнства и младенчества, в ВТО и на курсах Мосэстрады. В 1930-е годы она занималась оформлением интерьеров для общественных зданий Москвы. Много работала в области театра силуэтов; создавала движущиеся силуэтные композиции для Центрального музея народоведения и Музея материнства и младенчества, ВСХВ. В эти же годы её композиция «От Москвы дворянской и купеческой к Москве социалистической» украшала московский ЦПКиО им. Горького.
Во время Великой Отечественной войны Ефимовы отказались от эвакуации и жили в Москве. Нина Яковлевна работала медсестрой в Первом разборном госпитале на левом берегу Яузы.
Умерла 24 февраля 1948 года в Москве. Похоронена на Введенском кладбище (5 уч.).
Н. Я. Ефимова — автор мемуаров «Воспоминания о В. А. Серове» (1964) и книг «Записки петрушечника» (1925), «Куклы на тростях» (1940), «Записки художника» (1982). Произведения художницы имеются в коллекциях Третьяковской галереи, Русского музея в Санкт-Петербурге и других музеях России. Её работы выставлялись на художественной выставке в Подольске в 2002 году.

## Семья
Была замужем за художником И. С. Ефимовым, основала вместе с мужем «Театр кукол Ефимовых». В настоящее время в доме, где жили супруги Ефимовы (Новогиреевская улица, 7), организованы мемориальные мастерские художников Ефимовых и Фаворского.